# Pyrrhus et Cinéas
Pyrrhus en Cineas (originele titel: Pyrrhus et Cinéas) is een van de eerste filosofische essays van de Franse filosofe Simone de Beauvoir. Het werk werd gepubliceerd in 1944 door Gallimard. In het essay probeert de Beauvoir voor de eerste keer een existentialistische moraal uiteen te zetten, een project dat begonnen was door haar levensgezel Jean-Paul Sartre in zijn magnum opus 'Het Zijn en het Niets'.

## Inhoud
Het werk begint met een dialoog tussen koning Pyrrhus en zijn adviseur Cineas. Pyrrhus is van plan om Italië binnen te vallen en oorlog te voeren tegen de Romeinen. Cineas wil deze oorlogen voorkomen en stelt zijn koning steeds de vraag wat hij na zijn overwinning zal doen. Uiteindelijk, nadat Cineas omschreven heeft hoe hij van plan is om heel de toen gekende wereld te veroveren, geeft de koning toe dat hij zal rusten. Cineas stelt bijgevolg de vraag waarom hij niet meteen rust, als dit het doel is van de oorlog.
Klassiek wordt Cineas in deze dialoog naar voren geschoven als de rationele raadgever en Pyrrhus als de irrationele en oorlogszuchtige koning. Dit was bijvoorbeeld de interpretatie van de filosoof Blaise Pascal, die Cineas naar voren schoof als voorbeeld van de rede. In haar essay kiest de Beauvoir echter de kant van Pyrrhus en probeert ze aan te tonen dat ondanks de schijnbare nutteloosheid van onze handelingen we niet anders kunnen dan toch projecten aan te gaan.
Het boek bestaat uit twee delen. In het eerste deel probeert ze aan te tonen dat het niet mogelijk is om onze vrijheid te gronden in een extern principe. Zo wijst ze de mensheid, oneindigheid, het moment en God af als mogelijke leidraad voor ons handelen. Ze concludeert dat we radicaal vrij zijn en binnen onze situatie naar willen kunnen handelen. In deel  twee bespreekt ze echter onze relatie tot andere mensen. Hier oppert ze dat de ander wel een leidraad voor ons handelen kan zijn, omdat hun vrije keuze om ons project verder te zetten onze projecten kan gronden.

## Invloed
In 'Pyrrhus en Cineas' ontwikkelt de Beauvoir voor het eerst een hoop concepten die ze pas in latere werken zou uitwerken: de situatie, het belang van de ander en de limieten op onze gesitueerde vrijheid. Ze zou het vraagstuk van een existentialistische moraal drie jaar later opnieuw opnemen in 'Pleidooi voor een Moraal der Dubbelzinnigheid,' een van haar meest belangrijke werken.
'Pyrrhus en Cineas' werd een lange tijd overschaduwd door andere werken van haar, zoals Le Deuxième Sexe. Het werk werd pas naar het Engels vertaald in 2005.

## Nederlandse vertaling
- Simone de Beauvoir, Pyrrhus en Cineas, vertaling en nawoord Jeanne Holierhoek, 2023. ISBN 9789493186927